# サビニの女たちの略奪 (ピエトロ・ダ・コルトーナ)
『サビニの女たちの略奪』（サビニのおんなたちのりゃくだつ、伊: Ratto delle Sabine、英: Rape of the Sabines）、17世紀イタリア・バロック期の画家ピエトロ・ダ・コルトーナが1629-1630年にキャンバス上に油彩で制作した絵画である。古代ローマ史で語られる「サビニの女たちの略奪」を表している。現在、ローマのカピトリーノ美術館に所蔵されている。
当初、この絵画はピエトロ・ダ・コルトーナの最初の芸術庇護者であった、富裕なフィレンツェの銀行家サッケッティ家のために意図されていた。サッケッティ枢機卿がこの絵画を委嘱したのは、ローマに移ってきたばかりであった彼の家族の古い歴史を強調したかったからである。
本作は、バロック絵画の最初のマニフェストであると考えられている。

## 作品
サビニの女の略奪は、古代ローマ時代の著述家プルタルコスとティトゥス・リヴィウスによって語られており、神話上のローマの起源に言及したものである。コルトーナは場面を古代建築の前に描いている。右側にはオベリスクとネプトゥーヌスの寺院 (三角形のペディメントによりわかる) がある。ローマ神話では、ネプトゥーヌスは海洋、泉、川の神である。画家はネプトゥーヌスを画面上部左側に彫像の形で表しているが、ネプトゥーヌスであることは彼のアトリビュート (人物を特定する事物) の三叉槍でわかる。 彫像の足元には、水を表す象徴かもしれない壺がある。これは、場面が海の側に設定されていないからであろう。
画家は、間違いなく、サビニ人の妻と娘たちを引き付けるためにロムルスによって計画された「ネプトゥーヌスの遊び」に言及するために、情景をこのように設定することを決めたと思われる。しかし、すべての古代建築物は、同じ彩度の色彩で描かれた植物によって隠されている。背景には強い嵐の風をはらんだ空が垣間見え、前景における場面を反映している。

### 人物

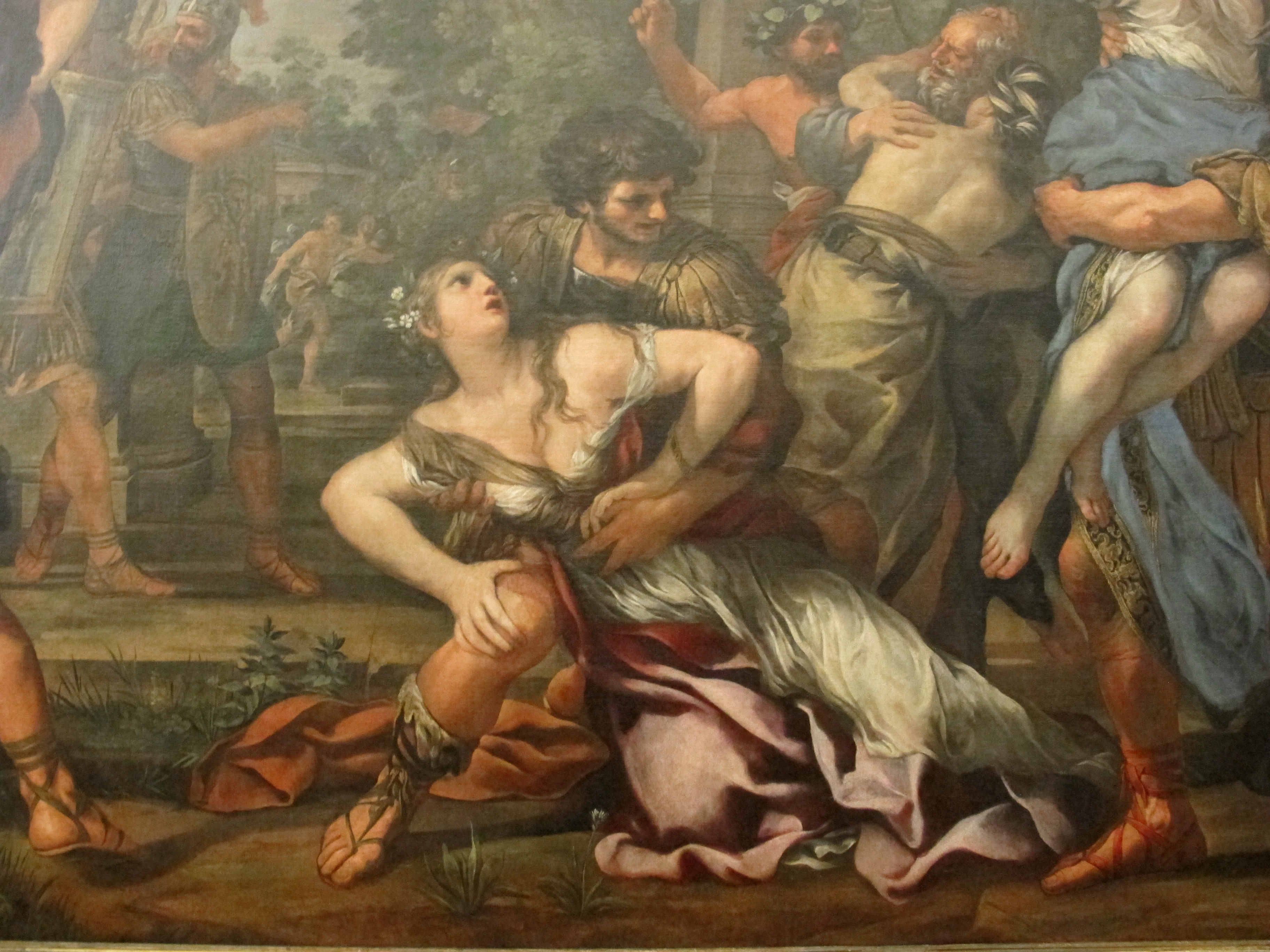
画面中央の人物たち

前景は、すべてを劇場的な表現のように見せるポーズを持つ、それぞれ2人の人物からなる3つの群像によって占められている。
画面右端にいる2人の人物は、ジャン・ロレンツォ・ベルニーニの彫刻『プロセルピナの略奪』 (ボルゲーゼ美術館、ローマ) に触発されている。ベルニーニの彫刻では、プロセルピナは左手で逃れようとしながら、動揺した仕草で抗っている。コルトーナの作品では異なっており、プロセルピナは略奪者から逃れようとしておらず、彼女の仕草はむしろ不安と、不可能であるが逃れようとする願望だけを示している。これは絶望の仕草である。画面左端のサビニの女は隣にいる子供を見つめながら、死にそうな風貌をしているが、抵抗を示す素振りはまったくない。中央のサビニの女は乱暴な仕草はしていないものの、仲間の1人の女を見つめながら略奪者から左手で逃れようとしている。
コルトーナは、16世紀のレリーフを想起させる奥行きのない背景に人物群を配置することにより彼らを強調している。

### 構図
しかしながら、コルトーナは不均衡を楽しんでいる。全画面は左右不対照で、斜めの線によって構成されている。対角線が右側の2人の女性を通過しており、この対角線は彼女らの視線によって強調されている。均衡ももたらすために、反対方向のほかの対角線も存在する。うねるような線が左側の2人の群像中の女の身体で表現されている。右側の女の衣服の青色などが金色のような色 (ヴェネツィアに特有の金色の光) による統一感を崩しているが、それは視線による対角線の遊びに呼応している。
人物たちの衣服は古代のものに触発されている。兵士の鎧、女の衣服はすべて、あたかも影によって彫られたかのように細かに表されている。本作で、コルトーナは成熟した様式に達している。